# 愛の終着駅 (八代亜紀の曲)
「愛の終着駅」（あいのしゅうちゃくえき）は、1977年9月25日に発売された八代亜紀の22枚目のシングル。

## 解説
第19回日本レコード大賞において最優秀歌唱賞を受賞。前年の「もう一度逢いたい」に続き2年連続の最優秀歌唱賞受賞という快挙を成し遂げた。第16回・第17回の五木ひろしと並び歴代一位である。
第8回日本歌謡大賞では、放送音楽賞（5年連続）、特別連盟賞を受賞した。
但し、1977年の第28回NHK紅白歌合戦では、同年発売したヒット曲「おんな港町」を歌唱したため、本楽曲が紅白で歌唱されるのは、発売から15年後の1992年・第43回NHK紅白歌合戦まで歌唱されることはなかった。
本楽曲をモチーフとしたテレビドラマ「愛の終着駅」（TBS「花王 愛の劇場」）が1978年に製作・放送された。
本楽曲の歌碑が岐阜県中津川市の博石館第2駐車場前歩道に建立されている。

## 収録曲
- 両楽曲共に、作詞：池田充男／作曲：野崎真一

1. 愛の終着駅（3分35秒）
編曲：竹村次郎
2. なみだの艶歌（3分15秒）
編曲：伊藤雪彦